# Тараміт
Тараміт (англ. taramite) — мінерал класу силікатів, група амфіболів.

## Загальний опис
Хімічна формула: Na[NaCa][(Fe2+;Mg)3Al2](Si6Al2)O22(OH)2. Склад (%): Na — 4,87; Ca — 4,24; Al — 8,57; Fe — 23,64; Si — 17,83; H — 0,21; O — 40,64. Форми виділення: видовжені призматичні кристали, включення у мінералах. Сингонія моноклінна. Твердість 5-6. Густина 3,3. Колір чорний, темний синьо-зелений. Риса зеленувато сіра. Блиск скляний. Спайність досконала. Злам скалкуватий. Утворює дайки та жили в нефелінових сієнітах та лужних гнейсах. Асоціює з нефеліном, олігоклазом, мікрокліном, егірином.
Основні знахідки: балка Валі-Тарама на річці Кальміус поблизу Маріуполя (Донецька область, Україна), Урал (Росія), провінція Цзянсу (Китай), річкав Йорк (Онтаріо, Канада). Назва за місцем першої знахідки — балка Валі-Тарама (Україна).